# Twitcher Bay
Die Twitcher Bay ist eine kleine Bucht nahe dem östlichen Ende Südgeorgiens. Sie liegt südlich der Iris Bay und entstand durch den Rückgang des in sie mündenden Twitcher-Gletschers.
Erstmals vermessen wurde die Bucht 2014 von der Besatzung der RV Hans Hansson. Benannt ist die Bucht in Anlehnung an die Benennung des gleichnamigen Gletschers. Dessen Namensgeber ist John Montagu, 4. Earl of Sandwich (1718–1792), Erster Lord der Admiralität und auch bekannt unter dem Namen Jemmy Twitcher.